# Crete (Nebraska)
Crete és una població dels Estats Units a l'estat de Nebraska. Segons el cens del 2000 tenia 6.028 habitants.

## Demografia
Segons el cens del 2000, Crete tenia 6.028 habitants, 2.078 habitatges, i 1.317 famílies. La densitat de població era de 982 habitants per km².
Dels 2.078 habitatges en un 34,2% hi vivien nens de menys de 18 anys, en un 49,4% hi vivien parelles casades, en un 8,9% dones solteres, i en un 36,6% no eren unitats familiars. En el 29,2% dels habitatges hi vivien persones soles el 15,4% de les quals corresponia a persones de 65 anys o més que vivien soles. El nombre mitjà de persones vivint en cada habitatge era de 2,54 i el nombre mitjà de persones que vivien en cada família era de 3,13.
Per edats la població es repartia de la següent manera: un 23,8% tenia menys de 18 anys, un 20,1% entre 18 i 24, un 24,3% entre 25 i 44, un 17,2% de 45 a 60 i un 14,6% 65 anys o més.
L'edat mediana era de 30 anys. Per cada 100 dones de 18 o més anys hi havia 93,8 homes.
La renda mediana per habitatge era de 34.098 $ i la renda mediana per família de 43.295 $. Els homes tenien una renda mediana de 30.778 $ mentre que les dones 25.459 $. La renda per capita de la població era de 14.936 $. Aproximadament el 7,8% de les famílies i el 12,7% de la població estaven per davall del llindar de pobresa.

## Poblacions més properes
El següent diagrama mostra les poblacions més properes.